# B-Happy
B-Happy es una película chilena dirigida por Gonzalo Justiniano, estrenada el 9 de enero de 2004. Fue estrenada en 3 países: Chile, España y Venezuela.

## Trama
Esta es la historia de Katty (Manuela Martelli), una niña de catorce años, que vive con su madre Mercedes (Lorene Prieto) y su hermano mayor Danilo (Felipe Ríos) en un barrio de clase media baja en el campo. Katty ha esperado mucho tiempo a su padre Radomiro (Eduardo Barril). Ella cree que es un hombre de negocios que viaja mucho, por eso se lleva una gran sorpresa al saber que él vuelve después de haber estado los últimos 10 años en la cárcel. Sin embargo, él es encantador y Katty no se resiste a la magia de la personalidad de su padre. Pero el instinto de Radomiro es fuerte y pronto volverá a meterse en problemas, por lo que se ve obligado a desaparecer nuevamente. Mercedes vive hace años con un asma crónica, que termina por conducirla a la muerte. Danilo también abandona a Katty para conseguir un trabajo y volver con dinero, pero eso jamás ocurre. De esta manera, Katty se queda sola en el mundo deseando encontrar y recuperar a su padre perdido por segunda vez. La travesía que emprende en su búsqueda la lanzará al conflicto de su propio destino: "Ella lleva la sangre de su padre, pero no quiere ser como él".

## Elenco
- Manuela Martelli como Katty.
- Eduardo Barril como Radomiro.
- Lorene Prieto como Mercedes.
- Juan Pablo Sáez como Francisco / Nina.
- Gloria Laso como Gladis.
- Ricardo Fernández como Chemo.
- Juan Falcón como Nélson.
- Felipe Ríos como Danilo.
- Gabriela Hernández como Peta.
- José Martin como Oscar.
- Sergio Hernández como Franco.
- Oscar Hernández como Albino.
- Carmen Gloria Bresky como Pulga.
- Consuelo Edwards como Maira.
- Sergio Buschmann como Jefe de Policía.

- Datos: Q2876603